# NGC 5535
NGC 5535 (другое обозначение — PGC 97424) — галактика в созвездии Волопас.
Этот объект входит в число перечисленных в оригинальной редакции «Нового общего каталога».